# Tanel Melts
Tanel Melts (* 20. November 1988 in Pärnu, Estnische SSR, Sowjetunion) ist ein estnischer Fußballspieler. 

## Karriere
In seiner Jugend spielte Tanel Melts beim JK Vaprus Pärnu in seiner Geburtsstadt Pärnu. Sein Debüt bei den Profis gab er während der Spielzeit 2006 im Spiel gegen den JK Trans Narva, beim Spielstand von 1:1 wurde er für Rait Sõrmus eingewechselt. In derselbigen Saison kam der Mittelfeldspieler gegen den FC Ajax Lasnamäe zu einem weiteren Einsatz. Wie bei seinem Profidebüt kam er hier durch einen Wechsel seines Trainers ins Spiel. Im Jahr 2007 und 2008 kam er regelmäßig in der ersten sowie zweiten Mannschaft des Vereins aus der Hafenstadt Pärnu zu Einsätzen. Zu Beginn der Saison 2009 wurde Melts an die Zweite Mannschaft des JK Tulevik Viljandi verliehen, wo er bis zum Juni in der Esiliiga auf 13 Spiele kam und drei Tore erzielen konnte. Mit dem JK Vaprus stieg er am Saisonende 2008 aufgrund der Auswärtstorregel in der Relegation gegen den Tabellenzweiten aus der Esiliiga dem Paide Linnameeskond mit seinem Verein aus der Meistriliiga ab. Das gleiche Schicksal ereilte ihn mit Pärnu Linnameeskond (neuer Vereinsname von JK Vaprus ab 2011) im Jahr 2011. In der Esiliiga Saison 2011 wurde Melts mit dem Klub nur neunter, musste in die Relegation und verlor diese schließlich gegen den JK Tammeka Tartu II im Elfmeterschießen. Zu Beginn der Saison 2012 unterschrieb er einen Vertrag beim JK Nõmme Kalju. Beim Titelanwärter aus der Landeshauptstadt Tallinn unterschrieb dieser zunächst bis zum Ende der Saison mit Option auf ein weiters Jahr. Er debütierte für seinen neuen Verein am ersten Spieltag beim 0:0 gegen den FC Levadia Tallinn, wobei er in der Startformation stand und nach der Halbzeitpause durch Yankuba Ceesay ausgewechselt wurde.